# .au
.au是澳大利亞國家及地區頂級域（ccTLD）的域名，於1986年3月5日啟用。几个外部领地使用.cc .cx .hm .nf等其他域名。

## 二級域名
- .com.au – 商业实体
- .net.au – 商业实体
- .org.au – 协会和非营利组织
- .edu.au – 教育机构
- .gov.au – 政府及其部门
- .asn.au – 协会和非营利组织
- .id.au – 个人
- .csiro.au – 联邦科学与工业研究组织

## 外部連結
- IANA WHOIS for .au（页面存档备份，存于）
- auDA（页面存档备份，存于）
- AusRegistry*（页面存档备份，存于）